# إدارة سوران
إدارة سوران (بالكردية: ئیدارەی سۆران)‏ أو كما تسمى رسميا إدارة سوران المستقلة هي منطقة إدارية ضمن إقليم كردستان العراق، وتضم الإدارة المستقلة أربعة أقضية وهي: سوران وميركسور رواندز وجومان، وقد استحدثت الإدارة في أيلول 2021.